# Medalha Elliott Cresson
A Medalha Elliott Cresson, também conhecida como Medalha de Ouro Elliott Cresson, foi a maior condecoração concedida pelo Instituto Franklin.

## Lista de vencedores
| Ano  | Agraciado                            | Categoria                                  | Justificativa |
| ---- | ------------------------------------ | ------------------------------------------ | --- |
| 1875 | William Gibson Arlington Bonwill     | Biologia                                   | Electro Magnetic Dental Mallet |
| 1875 | Fiss, Banes, Erben & Co.             | Engenharia                                 | Worsted Yarns |
| 1875 | Powers & Weightman                   | Engenharia                                 | Drug Manufacturing |
| 1875 | W.P. Tatham                          | Inventor                                   | Printing press |
| 1875 | Benjamin Chew Tilghman               | Engenharia                                 | Jateamento abrasivo |
| 1875 | Joseph Zentmayer                     | Engenharia                                 | Microscopes and Objectives |
| 1877 | John Charlton                        | Engenharia                                 | Shaft Coupling |
| 1877 | P. H. Dudley                         | Engenharia                                 | Dynomagraph |
| 1878 | Henry Bower                          | Química                                    | Inodorous Glycerin |
| 1878 | Cyrus Chambers, Jr.                  | Engenharia                                 | Bolt and rivet clipper |
| 1878 | Williams Farr Goodwin                | Engenharia                                 | Competitive test of mowing machines |
| 1879 | Norbert Delandtsheer                 | Inventor                                   | Machine for Testing Flax |
| 1880 | L. H. Spellier                       | Inventor                                   | Time Telegraph |
| 1881 | William Woodnut Griscom              | Engenharia                                 | Electric Induction Motor and Battery |
| 1885 | Cyprien Chabot                       | Engenharia                                 | Shoe Sewing Machine |
| 1885 | Frederick Siemens                    | Engenharia                                 | Regenerative Gas Burner |
| 1886 | Patrick Bernard Delany               | Engenharia                                 | Synchronous Telegraphy |
| 1886 | Thaddeus S. C. Lowe                  | Engenharia                                 | Water Gas Process and Apparatus |
| 1886 | Ott & Brewer                         | Engenharia                                 | China and Porcelain Wares |
| 1886 | Pratt & Whitney Co.                  | Engenharia                                 | System of Interchangeable Cut Gears |
| 1886 | R. H. Ramsay                         | Engenharia                                 | Railway Car Transfer Apparatus |
| 1886 | Liberty Walkup                       | Inventor                                   | Airbrush |
| 1887 | Charles F. Albert                    | Engenharia                                 | Violins and Bows |
| 1887 | Hugo Bilgram                         | Engenharia                                 | Bevel Gear Cutter |
| 1887 | Alfred H. Cowles                     | Engenharia                                 | Electric Smelting Furnace |
| 1887 | Eugene H. Cowles                     | Engenharia                                 | Electric Smelting Furnace |
| 1887 | Thomas Shaw                          | Engenharia                                 | Testing for Mine Gases and system of Mine Signaling |
| 1889 | Edward Alfred Cowper                 | Inventor                                   | Writing Telegraph |
| 1889 | Ottmar Mergenthaler                  | Engenharia                                 | Linotipo |
| 1889 | T. Hart Robertson                    | Inventor                                   | Writing Telegraph |
| 1889 | George Frederick Simonds             | Engenharia                                 | Universal Rolling Machine |
| 1890 | J. B. Hammond                        | Engenharia                                 | Typewriter Improvements |
| 1890 | Herman Hollerith                     | Computer and Cognitive Science             | Electric Tabulating Device |
| 1890 | Mayer Hayes & Co.                    | Engenharia                                 | Manufacture of files |
| 1891 | Stockton Bates                       | Engenharia                                 | Spindle Support |
| 1891 | James H. Bevington                   | Engenharia                                 | Welding Metal and Spinning and Shaping Tube |
| 1891 | Bradley Allen Fiske                  | Engenharia                                 | Rangefinder |
| 1891 | Tinius Olsen                         | Engenharia                                 | Testing Machine |
| 1891 | Edwin F. Shaw                        | Engenharia                                 | Spindle Support |
| 1891 | Samuel M. Vauclain                   | Engenharia                                 | Compound Locomotive |
| 1891 | George M. Von Culin                  | Engenharia                                 | Spindle Support |
| 1892 | Philip H. Holmes                     | Engenharia                                 | Composition for Journal Bearings |
| 1892 | Henry M. Howe                        | Engenharia                                 | Metallurgy of Steel |
| 1893 | Clifford H. Batchellor               | Engenharia                                 | Compound Locomotive |
| 1893 | Frederic Eugene Ives                 | Engenharia                                 | Color photography |
| 1893 | George E. Marks                      | Biologia                                   | Improvements in Artificial Limbs |
| 1893 | Paul von Jankó                       | Engenharia                                 | Jankó piano keyboard |
| 1894 | Nikola Tesla                         | Engenharia                                 | Alternating Electric Currents of High Frequency |
| 1895 | Henry M. Howe                        | Engenharia                                 | Experimental Researches on Steel |
| 1895 | James Peckover                       | Inventor                                   | Stone Sawing Machine |
| 1895 | Lester Allan Pelton                  | Engenharia                                 | Water Wheel |
| 1896 | Patrick Bernard Delany               | Engenharia                                 | Telegraphy, High speed system |
| 1896 | Tolbert Lanston                      | Inventor                                   | Monotype Machine |
| 1897 | Hamilton Castner                     | Engenharia                                 | Process of electrolytic decomposing of alkaline chlorides |
| 1897 | Elisha Gray                          | Engenharia                                 | Telautograph |
| 1897 | Charles Francis Jenkins              | Inventor                                   | Phantoscope projector |
| 1897 | Wilhelm Conrad Rontgen               | Física                                     | Discovery of X-rays |
| 1897 | Joseph Wilckes                       | Inventor                                   | Econometer |
| 1898 | Wilbur Olin Atwater                  | Engenharia                                 | Respiration Calorimeter |
| 1898 | Thomas Corscaden                     | Engenharia                                 | All-Wrought Steel Belt Pulley |
| 1898 | Clemens Hirschel                     | Inventor                                   | Venturi Meter |
| 1898 | Henri Moissan                        | Engenharia                                 | Investigations with his electric furnace |
| 1898 | Edward Bennett Rosa                  | Engenharia                                 | Respiration Calorimeter |
| 1900 | American Cotton Company              | Engenharia                                 | Round Lap Bale System |
| 1900 | Louis Edward Levy                    | Engenharia                                 | Method and apparatus for acid blast etching of metal plates |
| 1900 | Pencoyd Iron Works                   | Engenharia                                 | Bridge construction |
| 1900 | Serviço Geológico dos Estados Unidos | Earth Science                              | Exhibit of the USGS |
| 1900 | Carl Auer von Welsbach               | Química                                    | Discoveries regarding metallic oxides |
| 1901 | Rudolf Diesel                        | Engenharia                                 | Motor a diesel |
| 1901 | John S. Forbes                       | Química                                    | Process of automatically heating and sterilizing fluids |
| 1901 | L. M. Haupt                          | Engenharia                                 | Reaction Breakwater |
| 1901 | Mason & Hamlin Company               | Engenharia                                 | Liszt Pipe Organ |
| 1901 | A. G. Waterhouse                     | Engenharia                                 | Process of automatically heating and sterilizing fluids |
| 1902 | C. E. Acker                          | Engenharia                                 | Manufacturing Caustic Alkali and Halogen Gas |
| 1902 | Frederick Taylor                     | Engenharia                                 | Process of Treating Tool Steel |
| 1902 | Maunsel White                        | Engenharia                                 | Process of Treating Tool Steel |
| 1903 | G. H. Clam                           | Engenharia                                 | Method of eliminating metals from mixtures of metals |
| 1903 | J. L. Ferrell                        | Engenharia                                 | Process of fire proofing wood |
| 1903 | Wilson Lindsley Gill                 | Engenharia; Computer and Cognitive Science | School City Educational Plan |
| 1903 | Victor Moritz Goldschmidt            | Engenharia                                 | Theory of Musical Harmony |
| 1903 | Frank Julian Sprague                 | Engenharia                                 | System of Electric Traction |
| 1904 | James Mapes Dodge                    | Engenharia                                 | System of Storing Coal |
| 1904 | Wilson Lindsley Gill                 | Engenharia; Computer and Cognitive Science | School City |
| 1904 | Hans Goldschmidt                     | Física                                     | Alumino-Thermics |
| 1904 | L. E. Levy                           | Engenharia                                 | Machine for preparation of plates for etching |
| 1904 | L. D. Lovekin                        | Engenharia                                 | Expanding and Flanging Machinery for Tubes |
| 1904 | A. E. Outerbridge, Jr.               | Engenharia                                 | Molecular Structure of Cast Iron |
| 1904 | J. C. Parker                         | Engenharia                                 | Steam Generator |
| 1905 | Gray National Telautograph Company   | Engenharia                                 | Telautograph |
| 1905 | M. I. Pupin                          | Física                                     | Reducing Attenuation of Electrical Waves |
| 1906 | American Paper Bottle Company        | Engenharia                                 | Paper Milk Bottles |
| 1906 | William J. Hammer                    | (unspecified)                              | Historic Collection of Incandescent Electric Lamps |
| 1907 | Baldwin Locomotive Works             | Engenharia                                 | Contributions to Evolution of American Locomotive |
| 1907 | J. L. Borsch                         | Física                                     | A new Bi-Focal Lens |
| 1907 | J. Allen Heany                       | Engenharia                                 | Fireproof Insulated Wire |
| 1907 | F. Philips                           | Engenharia                                 | Pressed Steel Pulley for Power Transmission |
| 1907 | Edward R. Taylor                     | Química                                    | Electric Furnace Manufacture of Carbon bisulfide |
| 1908 | Romeyn Beck Hough                    | Engenharia                                 | Uses of American Woods |
| 1908 | Anatole Mallet                       | Engenharia                                 | Improved Articulated Compound Locomotive |
| 1909 | Marie Curie                          | Química                                    | The discovery of radium |
| 1909 | Pierre Curie                         | Química                                    | The discovery of radium |
| 1909 | Wolfgang Gaede                       | Engenharia                                 | Molecular Air Pump |
| 1909 | James Gayley                         | Engenharia                                 | Dry air blast in blast furnace operation |
| 1909 | Auguste and Louis Lumière            | Engenharia                                 | Color photography |
| 1909 | George Owen Squier                   | Engenharia                                 | Multiplex Telephony |
| 1909 | Benjamin Talbot                      | Engenharia                                 | Open Hearth Steel Process |
| 1909 | W. V. Turner                         | Engenharia                                 | Air Brake Design and Application |
| 1909 | Underwood Typewriter Co.             | Engenharia                                 | Underwood Typewriter |
| 1909 | Alexis Vernasz                       | Engenharia                                 | Milling files |
| 1909 | H. A. Wise Wood                      | Engenharia                                 | The Autoplate Machine |
| 1910 | Automatic Electric Company           | Engenharia                                 | Automatic System of Telephony |
| 1910 | John Brashear                        | Física                                     | Distinguished work in astronomical instruments |
| 1910 | Peter Cooper Hewitt                  | Inventor                                   | Mercury rectifier |
| 1910 | John Fritz                           | Engenharia                                 | Distinguished work in iron and steel industries |
| 1910 | Robert Abbott Hadfield               | Engenharia                                 | Distinguished work in metallurgical sciences |
| 1910 | Ernest Rutherford                    | Engenharia                                 | Distinguished work in electrical theory |
| 1910 | Joseph John Thomson                  | Física                                     | For distinguished work in physical sciences |
| 1910 | Edward Weston                        | Engenharia                                 | Distinguished work in electrical discovery |
| 1910 | Harvey W. Wiley                      | Biologia                                   | Distinguished work in agricultural chemistry |
| 1912 | Alexander Graham Bell                | Engenharia                                 | Electrical Transmission of Articulate Speech |
| 1912 | William Crookes                      | Química                                    | Descobertas em química |
| 1912 | Alfred Noble                         | Engenharia                                 | Distinguished work in civil engineering |
| 1912 | Edward Williams Morley               | Química                                    | Determinação de magnitude squímicas fundamentais |
| 1912 | Albert A. Michelson                  | Física                                     | Investigations in physical optics |
| 1912 | Henry Enfield Roscoe                 | Química                                    | Pesquisas fundamentais em química |
| 1912 | Samuel Wesley Stratton               | Engenharia                                 | Distinguished work in metrology |
| 1912 | Elihu Thomson                        | Engenharia                                 | Industrial applications of electricity |
| 1912 | Adolf von Baeyer                     | Química                                    | Extended research in organic chemistry |
| 1913 | Emil Berliner                        | Engenharia                                 | Contributions to telephony and science of sound reproduction |
| 1913 | Emile Fischer                        | Biologia                                   | Organic and biological chemistry |
| 1913 | William Ramsay                       | Química                                    | Descobertas em química |
| 1913 | Isham Randolph                       | Engenharia                                 | Distinguished work in civil engineering |
| 1913 | John William Strutt                  | Física                                     | Pesquisas em ciências físicas |
| 1913 | Albert Sauveur                       | Engenharia                                 | Metalografia do ferro e aço |
| 1913 | Charles Proteus Steinmetz            | Engenharia                                 | Métodos analíticos em engenharia elétrica |
| 1914 | J. M. von Eder                       | Química                                    | Original Researches in Photo-Chemistry |
| 1914 | Carl Paul Gottfried von Linde        | Engenharia                                 | Liquefaction of gases and refrigeration |
| 1914 | Edgar Fahs Smith                     | Química                                    | Leading work in electro-chemistry |
| 1914 | Orville Wright                       | Engenharia                                 | The art and science of aviation |
| 1915 | Michael Joseph Owens                 | Engenharia                                 | Automatic Bottle Blowing Machine |
| 1916 | American Telephone & Telegraph       | Engenharia                                 | Development of the Art of telephony |
| 1916 | Byron E. Eldred                      | Engenharia                                 | Low Expansion Wire for Incandescent Lamps |
| 1916 | Robert Gans                          | Engenharia                                 | Permutit water softening process |
| 1917 | Edwin Fitch Northrup                 | Engenharia                                 | Investigation of Electric Furnaces and High Temperature |
| 1918 | Isaac Newton Lewis                   | Engenharia                                 | Metralhadora Lewis |
| 1920 | William Le Roy Emmet                 | Engenharia                                 | Electrical Propulsion of Ships |
| 1923 | Lee De Forest                        | Engenharia                                 | Audion |
| 1923 | Raymond D. Johnson                   | Engenharia                                 | Hydraulic Valve |
| 1923 | Albert Kingsbury                     | Engenharia                                 | Thrust bearing |
| 1925 | Francis Hodgkinson                   | Engenharia                                 | Turbo-Electric Appliances |
| 1926 | George Ellery Hale                   | Física                                     | Pesquisas astronômicas do sol, atmosfera solar e física solar |
| 1926 | Charles S. Hastings                  | Engenharia                                 | Design of Optical Systems |
| 1927 | Dayton Miller                        | Física                                     | Researches in Sound |
| 1927 | Edward Leamington Nichols            | Física                                     | Investigations in the Physical Sciences |
| 1928 | Gustaf W. Elmen                      | Engenharia                                 | Permalloy |
| 1928 | Henry Ford                           | Engenharia                                 | Revolutionizing automobile industry, and industrial leadership |
| 1928 | Vladimir Karapetoff                  | Computer and Cognitive Science             | Kinematic Computing Devices |
| 1928 | Charles L. Lawrance                  | Engenharia                                 | Wright Whirlwind Air-Cooled Engine, Model J-5 |
| 1929 | James Colquhoun Irvine               | Biologia                                   | Carbohydrate chemistry |
| 1929 | Chevalier Jackson                    | Biologia                                   | Instruments for Removal of Foreign Bodies from Respiratory and food Passages |
| 1929 | Elmer Ambrose Sperry                 | Engenharia                                 | Navigational and Recording Instruments (Gyroscopic) |
| 1930 | Norman Rothwell Gibson               | Física                                     | Measurement of Liquid Flow in Closed Conduits |
| 1930 | Irving Edwin Moultrop                | Engenharia                                 | High Pressure Steam Boilers in Electric Generating Stations |
| 1931 | Clinton Davisson                     | Física                                     | Scattering and diffraction of electrons by crystals |
| 1931 | Lester Halbert Germer                | Física                                     | Scattering and Diffraction of Electrons by Crystals |
| 1931 | Kotaro Honda                         | Engenharia                                 | Contributions to magnetism and metallurgy |
| 1931 | Theodore Lyman                       | Física                                     | Work in Spectroscopy |
| 1932 | Percy Williams Bridgman              | Física                                     | Work in high pressure |
| 1932 | Charles LeGeyt Fortescue             | Engenharia                                 | Symmetrical Coordinates in Polyphase Networks |
| 1932 | John B. Whitehead                    | (unspecified)                              | Dielectric Behavior |
| 1933 | Walther Bauersfeld                   | Física                                     | Optical Planetarium |
| 1933 | Juan de la Cierva                    | Engenharia                                 | Autogiro-flying machine with freely rotating wings |
| 1934 | Stuart Ballantine                    | Engenharia                                 | Vertical Antenna for Radio Transmission |
| 1934 | Union Switch & Signal                | Engenharia                                 | Continuous Cab Signal and Automatic Train Control Systems |
| 1936 | George Oliver Curme                  | Química                                    | Development of synthetic aliphatic chemistry |
| 1936 | Robert J. Van de Graaff              | Engenharia                                 | High Voltage Electrostatic Generator |
| 1937 | Carl David Anderson                  | Química                                    | Discovery of the positron |
| 1937 | William Bowie                        | Earth Science                              | Contributions to the Science of Geodesy (Isostasy) |
| 1937 | Jacques Edwin Brandenberger          | Engenharia                                 | Process for Manufacture of Cellophane |
| 1937 | William F. Giauque                   | Física                                     | Low temperature research |
| 1937 | Ernest O. Lawrence                   | Engenharia                                 | Development of the Cyclotron |
| 1938 | Edwin H. Land                        | Engenharia                                 | Polaroid camera |
| 1939 | Charles Vernon Boys                  | Física                                     | Creation of new methods for measuring gravitation, sound, heat, radiation and current and static electricity |
| 1939 | George Ashley Campbell               | Engenharia                                 | Theory of electric circuits for improvements in telephony |
| 1939 | John R. Carson                       | Engenharia                                 | Contributions to electric communications |
| 1940 | Frederick M. Backet                  | Engenharia                                 | Low carbon ferro-alloys and electro-metallurgy |
| 1940 | Robert Runnels Williams              | Biologia                                   | Researches upon Vitamin B1 including its isolation in the pure state in quantities sufficient for further study                                                                                                  |
| 1941 | United States Navy                   | Engenharia                                 | Submarine rescue devices, U.S. lung and rescue chamber |
| 1942 | Claude Silbert Hudson                | Biologia                                   | Investigation in Carbohydrate chemistry |
| 1942 | Isidor Isaac Rabi                    | Física                                     | Measurement of magnetic moments of atomic nuclei, and their radio frequency spectra |
| 1943 | Charles Metcalf Allen                | Engenharia                                 | Salt velocity method for measuring the flow of water in conduits |
| 1944 | Roger Adams                          | Química                                    | Contributions in organic chemistry |
| 1945 | Stanford Caldwell Hooper             | Engenharia                                 | Leadership in field of radio for U.S. Navy |
| 1945 | Lewis Ferry Moody                    | Engenharia                                 | Hydraulic turbines |
| 1946 | Gladeon M. Barnes                    | Engenharia                                 | Contributions to design and development of anti-aircraft guns, tanks, seacoast artillery and welded gun carriages                                                                                                |
| 1948 | Edwin H. Colpitts                    | Engenharia                                 | Practical systems of long distance communications |
| 1950 | Basil Ferdinand Jamieson Schonland   | Física                                     | Work in the field of atmospheric electricity and the mechanism of lightning discharge |
| 1952 | Edward Molina                        | Engenharia                                 | Contributions to improvement of telephonic communications by applying mathematical probability to the study of telephone traffic and by the invention of switching equipment                                     |
| 1952 | H. Birchard Taylor                   | Engenharia                                 | Development of the single runner vertical reaction turbine |
| 1953 | William Blum                         | Física                                     | Scientific basis for the electro-deposition of metals |
| 1953 | George Russell Harrison              | Física                                     | Precision measurement in Zeeman effect |
| 1953 | William Frederick Meggers            | Física                                     | Contributions to field of spectroscopy and to the knowledge of the electronic structure of many elements |
| 1955 | F. Philip Bowden                     | Física                                     | For extensive investigations involving frictions between solid surfaces |
| 1957 | Willard F. Libby                     | Física                                     | Technique of radio carbon dating |
| 1957 | Reginold James Seymour Pigott        | Engenharia                                 | Engineering accomplishments, inventions and leadership |
| 1957 | Robert Alexander Watson-Watt         | Engenharia                                 | Pulsed radar, and development of radar systems |
| 1958 | Joseph C. Patrick                    | Química                                    | Discoveries in polysulfide polymers and new processes of combining chemical compounds for the manufacture of synthetic rubber                                                                                    |
| 1958 | Stephen Timoshenko                   | Engenharia                                 | Theory of elasticity and elastic stability |
| 1959 | John Hays Hammond                    | Engenharia                                 | Developed remote radio control of moving vehicles |
| 1959 | Henry Charles Harrison               | Engenharia                                 | Matched impedance principle in electro-mechanical devices |
| 1959 | Irving Wolff                         | Engenharia                                 | Contributions to radio, radar and electronics |
| 1960 | Hugh Latimer Dryden                  | Engenharia                                 | Contributions to theory and application of aerodynamics which advanced the art of wind tunnel and aircraft design and for contributions to design and development of first automatic radar homing guided missile |
| 1960 | Arpad Nadai                          | Engenharia                                 | Trabalho pioneiro em elasticidade dos materiais |
| 1960 | William Francis Gray Swann           | Física                                     | Significant studies in the field of cosmic radiation |
| 1961 | Donald A. Glaser                     | Física                                     | The bubble chamber for tracking and photographing tracks of high energy ionizing particles and the fragments of nuclear collisions                                                                               |
| 1961 | Rudolf L. Mossbauer                  | Física                                     | Discovery of recoilless emission |
| 1961 | Reinhold Rudenberg                   | Engenharia                                 | Performance of electric power systems |
| 1961 | James Van Allen                      | Física                                     | Pioneering achievements in space science, Van Allen Radiation Belts |
| 1962 | James G. Baker                       | Física                                     | Innovations in the design of astronomical instruments and the mathematics of optical design |
| 1962 | Wernher von Braun                    | Engenharia                                 | Liquid rocket motors and rocket development |
| 1963 | Nicholas Christofilos                | Física                                     | Contributions to applied electromagnetism and nuclear physics such as conception of strange-focusing principle in synchrotrons, the ARGUS experiment and principles in Astron development                        |
| 1963 | Grote Reber                          | Física                                     | Radio astronomy, early radio telescopes, and the identification of the first radio star |
| 1964 | Waldo L. Semon                       | Engenharia                                 | Achievements in natural and synthetic rubber production |
| 1964 | Richard V. Southwell                 | Física                                     | Solução de problemas de flambagem em física e engenharia |
| 1964 | Robert Rathbun Wilson                | Física                                     | Contributions to the control and direction of high-energy particle beams and as a designer of instrumentation for measurement of high-energy physical phenomena                                                  |
| 1965 | Donald Van Slyke                     | Biologia                                   | Clinical chemistry procedures and apparatus |
| 1966 | Everitt P. Blizard                   | Física                                     | Development of the theory of radiation shielding |
| 1966 | Herman Francis Mark                  | Química                                    | Polymers |
| 1968 | Neil Bartlett                        | Química                                    | Fluorine Compounds of Xenon and Radon |
| 1969 | Henry Eyring                         | Química                                    | Quantum mechanical calculations of activation energies |
| 1969 | Peter Carl Goldmark                  | Engenharia                                 | Contributions in the fields of electronics |
| 1970 | Walter Henry Zinn                    | Engenharia                                 | Nuclear power reactors |
| 1971 | Paul John Flory                      | Química                                    | Polymer science |
| 1971 | John Hasbrouck Van Vleck             | Física                                     | Theories of magnetism and dielectrics |
| 1972 | Brian D. Josephson                   | Física                                     | Josephson effect and theory of matter at low temperatures |
| 1972 | William Powell Lear                  | Engenharia                                 | Development of full maneuvering automatic pilot and Lear jet |
| 1973 | Allan R. Sandage                     | Física                                     | Astronomy |
| 1973 | John Paul Stapp                      | Biologia                                   | Crash Injury Research |
| 1974 | Theodore L. Cairns                   | Química                                    | Percyano compounds, synthesis and exploration of chemical and physical properties |
| 1974 | Robert Henry Dicke                   | Física                                     | Role in gravitational experiment and theory |
| 1974 | Arie Jan Haagen-Smit                 | Earth Science                              | Plant hormones and air pollution chemistry |
| 1974 | Bruno B. Rossi                       | Física                                     | Cosmic rays, gamma-ray astronomy |
| 1975 | Mildred Cohn                         | Biologia                                   | Nuclear magnetic resonance analysis of enzymatic complexes |
| 1975 | Michael James Lighthill              | Física                                     | Acoustic quadrupole theory of aerodynamic noise generation |
| 1976 | Leon Lederman                        | Física                                     | Leadership in forefront of experimentation in study of high energy interactions, nuclear forces and particle physics                                                                                             |
| 1978 | Herbert C. Brown                     | Química                                    | Development of methods for synthesis of diborane and alkali metal hydrides |
| 1978 | Frank H. Stillinger                  | Química                                    | Computer-generated model for water molecules |
| 1979 | Steven Weinberg                      | Física                                     | Unified theory of weak and electromagnetic interactions |
| 1980 | Riccardo Giacconi                    | Física                                     | Outstanding work in X-ray astronomy |
| 1981 | Marion King Hubbert                  | Earth Science                              | Application of quantitative methods to geological problems |
| 1982 | Harold P. Eubank                     | Física                                     | Plasma physics |
| 1982 | Edgar Bright Wilson, Jr.             | Física                                     | Contributions to the understanding of molecular structure and dynamics |
| 1984 | Elizabeth Neufeld                    | Biologia                                   | For investigation of genetics of mucopolysaccharide storage disease |
| 1985 | Robert N. Clayton                    | Engenharia                                 | For the application of mass spectroscopy to geoscience research |
| 1985 | Andrei Sakharov                      | Física                                     | For contributions to controlled thermonuclear reactions, baryon synthesis and proton decay, induced gravity and the quark model                                                                                  |
| 1986 | Leo P. Kadanoff                      | Física                                     | For contributions to the current understanding of second order phase transition |
| 1987 | Gerd Binnig                          | Física                                     | For development of the scanning tunneling microscope |
| 1987 | Heinrich Rohrer                      | Física                                     | For the development of scanning tunneling microscope |
| 1988 | Harry George Drickamer               | Engenharia                                 | For clarification of the role of pressure in producing paramagnetic-ferromagnetic and conductor-insulator transitions                                                                                            |
| 1989 | Edward Lorenz                        | Física                                     | For interpretation of dynamical chaos in physical systems |
| 1990 | Marlan Scully                        | Física                                     | For his discoveries in laser physics and quantum optics, atomic and statistical physics, and biological engineering                                                                                              |
| 1991 | Yakir Aharonov                       | Física                                     | For observations of electromagnetic potentials and insights into quantum mechanics |
| 1991 | David Bohm                           | Física                                     | For elevated electromagnetic potentials to status of physical observables |
| 1992 | Tsui Lap-Chee                        | Biologia                                   | For the discovery of the cystic fibrosis gene |
| 1994 | Marvin Harry Caruthers               | Biologia                                   | For his contributions in automating the synthesis of DNA oligonucleotides |
| 1995 | Alfred Yi Cho                        | Física                                     | For development and refinement of techniques of molecular beam epitaxy for use in quantum physics |
| 1997 | Irwin Fridovich                      | Biologia                                   | For discovering the biology of free radical reactions in living organisms |
| 1997 | Joe Milton McCord                    | Biologia                                   | For discovering the biology of free radical reactions in living organisms |